# Fritzi Massary

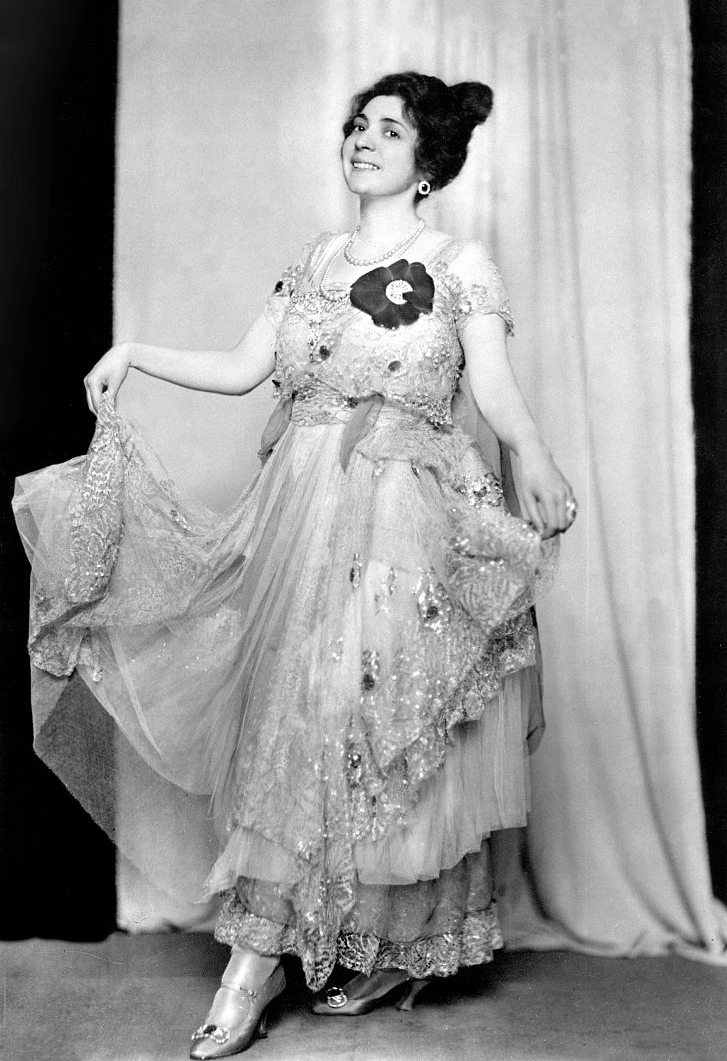
Fritzi Massary, Szenenfoto von Nicola Perscheid, 1916

Fritzi Massary, gebürtig Friederike Massaryk (* 21. März 1882 in Wien, Österreich-Ungarn; † 30. Jänner 1969 in Beverly Hills, Los Angeles, Vereinigte Staaten), war eine österreichisch-amerikanische Sängerin (Sopran) und Schauspielerin.

## Leben und Wirken
Sie wuchs in Wien als älteste von drei Töchtern einer jüdischen Kaufmannsfamilie auf. Bereits mit 17 Jahren trat sie am Landestheater Linz auf. Die zweite Bühnenstation war das Carl-Schultze-Theater in Hamburg. Hier debütierte sie am 5. September 1900 als Molly in Die Geisha von Jones und übernahm dann weitere Operettenpartien im Soubrettenfach. Nach nur einer Spielzeit in Hamburg ging sie nach Wien zurück. Von 1901 bis 1904 war sie in Danzers Orpheum, einem Revuetheater, erfolgreich. Am 10. September 1903 wurde ihr einziges Kind Elisabeth Maria Karl Liesl († 1979) geboren. Vater war Karl-Kuno Rollo Graf von Coudenhove (1887–1940). Die Tochter heiratete später den Schriftsteller Bruno Frank. In erster Ehe, die nur kurz währte, war sie mit dem Berliner Augenarzt Bernhard Pollack verheiratet.

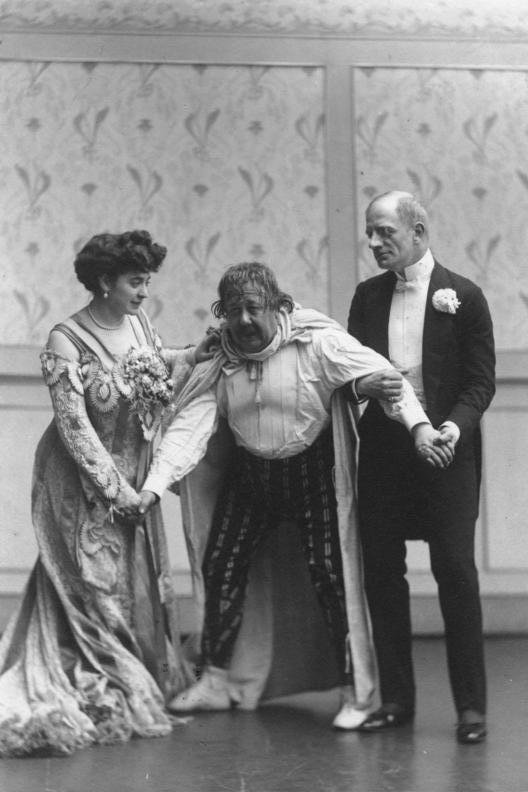
In der Operette Maxim im Berliner Metropoltheater, 1904

Direktor Richard Schultz vom Metropol-Theater, der sie in Wien hörte, veranlasste, dass sie im August 1904 nach Berlin kam. Lange trat sie dort mit ihrem Partner und Landsmann Joseph Giampietro zusammen auf, mit dem sie noch im selben Jahr erste Tonfilm-Experimente machte. Hier wurde der Ton auf eine Schallplatte aufgenommen und das Grammophon mit dem Filmprojektor mechanisch verbunden. Jedoch wurden diese frühen Experimente schnell wieder verworfen, da sich der Grammophontrichter als ungeeignet für die Aufführung in großen Sälen erwies. Am Metropol-Theater gelang ihr der künstlerische Durchbruch als Sopranistin. Bald wurde sie das Aushängeschild dieses Theaters. Sie spielte in zahlreichen Operetten von Paul Lincke und Victor Hollaender. Ab 1912 bekam sie, die inzwischen eine Berühmtheit geworden war – man sprach nur noch von der Massary, und die weibliche Bevölkerung richtete sich nach ihrem modischen Geschmack –, fast nur noch Hauptrollen zu spielen. Die berühmteste Operettensängerin ihrer Zeit betörte ihr Publikum als Lustige Witwe, Czardasfürstin oder Madame Pompadour und konnte in ihren Glanzrollen nicht selten ein Viertel der Abendeinnahmen nach Hause tragen.

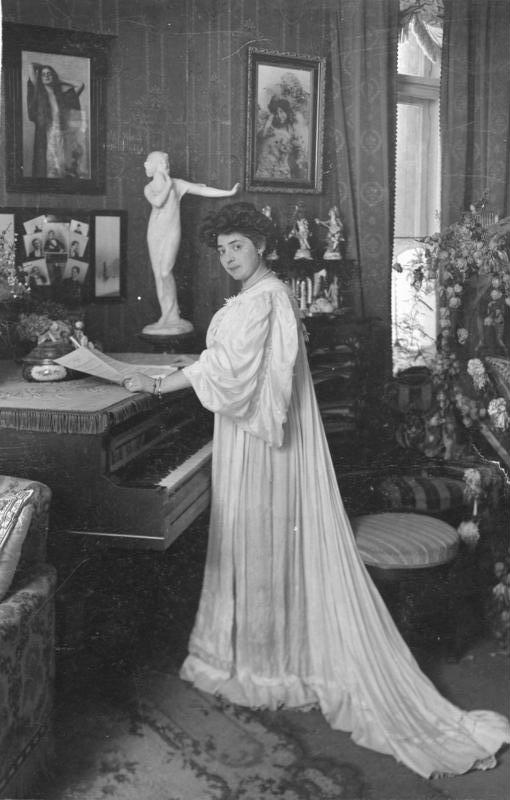
Fritzi Massary in Berlin, 1914

Als sie am 20. Februar 1917 ihre große Liebe, den Schauspielkollegen Max Pallenberg heiratete, konvertierte Massary zum Protestantismus.
Massary trennte sich vom Metropol-Theater, wechselte mehrfach die Bühnen und handelte dabei horrend hohe Honorare aus. Sie besang erfolgreich Tonträger mit Liedern wie Warum soll eine Frau kein Verhältnis haben, Josef, ach Josef, was bist du so keusch und Oh-la-la. Charlotte Berend-Corinth schuf 1919 Lithografien für Werbezwecke. Sie sang die Hauptrollen der großen Operetten von Johann Strauss, Jacques Offenbach, Leo Fall, Franz Lehár und Hugo Hirsch, 1923 Der Fürst von Pappenheim, darin von Willi Kollo für sie getextet: Eine Frau wie ich. Sie trat in allen großen Revuetheatern ihrer Zeit auf und 1926 sogar bei den Salzburger Festspielen. Oscar Straus widmete ihr mehrere auf sie zugeschnittene Operetten, die als „Massary-Operetten“ in die Geschichte eingingen, angefangen bei Der letzte Walzer über Die Perlen der Cleopatra bis zu Eine Frau, die weiß, was sie will. Im Jahr 1929 wurde Fritzi Massary zum Vorstandsmitglied der neu gegründeten Vereinigung Berliner Bühnenkünstler gewählt.

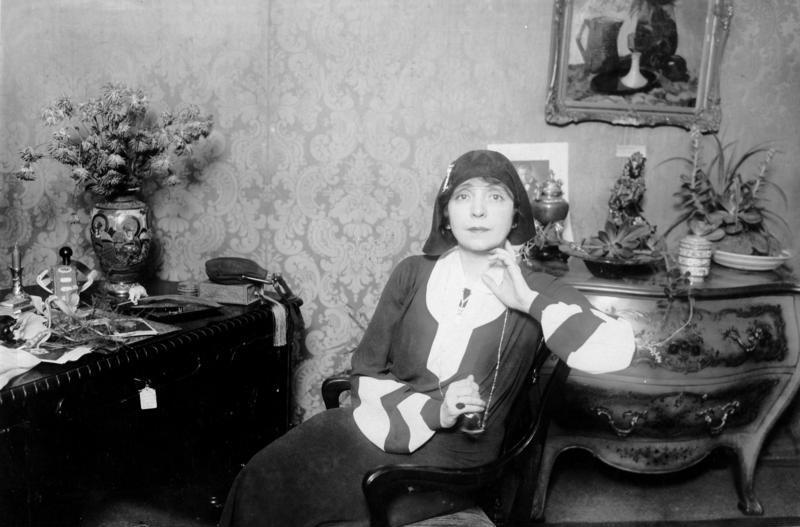
Fritzi Massary, 1929

Aufführungen der Operette Eine Frau, die weiß, was sie will wurden in Berlin durch antisemitische SA-Sprechchöre gestört. Angesichts des Aufstiegs der Nationalsozialisten verließen Massary und Pallenberg 1932 Deutschland. Dies bedeutete das Ende ihrer Karriere. Zwar spielte sie noch in Wien und versuchte sich auch in London – erfolglos, denn dort sang sie nicht mehr in ihrer Muttersprache. Max Pallenberg kam in der Nähe des tschechischen Karlsbad 1934 bei einem Flugzeugabsturz ums Leben. Über die Schweiz und Frankreich emigrierte sie 1939 zu ihrer Tochter in die USA. Sie ließ sich in Beverly Hills (Hollywood) nieder, wo Franz Werfel, Thomas Mann, Ernst Lubitsch und Lion Feuchtwanger ihre Nachbarn waren.
Schließlich lebte sie, ohne Comeback, bis zu ihrem Tode in Beverly Hills. Ihre Urne befindet sich auf dem Forest Lawn Memorial Friedhof in Glendale.

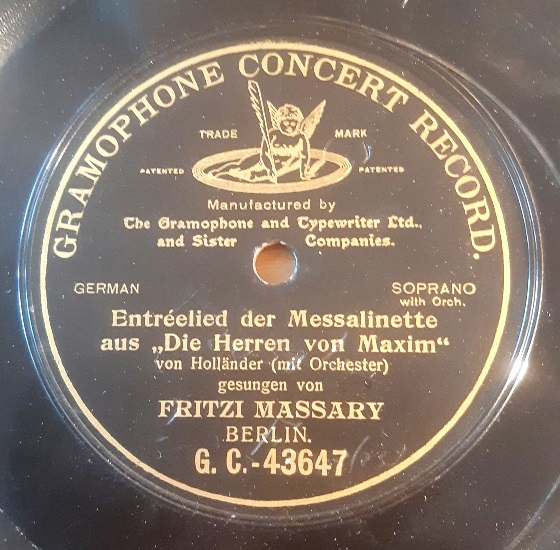
Eine der ersten Schallplatten von Fritzi Massary, Berlin 1905

Die ersten Aufnahmen von Fritzi Massary erschienen bei Favorite (Berlin 1904), danach Platten für G&T (Berlin 1905), Odeon (Berlin 1906–12), Gramophone (Wien 1908 und Berlin 1908 & 1912), Zonophone (Berlin 1910), Grammophon (Berlin 1914–20), Electrola (Berlin 1926–32) und HMV (London 1938).

## Ehrungen
- Großes Bundesverdienstkreuz (11. März 1957)[7]
- Fritzi-Massary-Straße in der High-Deck-Siedlung, Berlin-Neukölln[8]
- Fritzi-Massary-Lounge, Konzertbar in der Komischen Oper Berlin
- Benennung des Fritzi-Massary-Parks in Wien-Leopoldstadt 2021

## Filmografie
- 1912: Viola
- 1915: Der Tunnel
- 1919: Die Rose von Stambul
- 1919: Narrentanz der Liebe

## Adaption
- Warum soll eine Frau kein Verhältnis haben? ist der Titel einer Fritzi-Massary-Revue von Edward Lyons.[9] Nachdem die Schauspielerin Ruth Brauer-Kvam einen großen, grünen Fächer von Fritzi Massary geschenkt bekommen hatte, inszenierte sie den Operettenabend Die Unschuld vom Lande im Theater in der Josefstadt als Hommage an die Sängerin.[10]
- Im März 2024 wurde Ein bisschen trallalala, eine Hommage an Fritzi Massary und Max Pallenberg mit Robert Palfrader und Ruth Brauer-Kvam, an der Volksoper Wien uraufgeführt.[11]